# Рич-Валли (тауншип, Миннесота)
Рич-Валли (англ. Rich Valley) — тауншип в округе Мак-Лод, Миннесота, США. На 2000 год его население составило 727 человек.

## География
По данным Бюро переписи населения США площадь тауншипа составляет 93,8 км², из которых 93,5 км² занимает суша, а 0,3 км² — вода (0,33 %).

## Демография
По данным переписи населения 2000 года здесь находились 727 человек, 263 домохозяйства и 206 семей. Плотность населения — 7,8 чел./км². На территории тауншипа расположено 273 постройки со средней плотностью 2,9 построек на один квадратный километр. Расовый состав населения: 98,90 % белых, 0,14 % коренных американцев, 0,55 % азиатов, 0,28 % — других рас США и 0,14 % приходится на две или более других рас. Испанцы или латиноамериканцы любой расы составляли 0,14 % от популяции тауншипа.
Из 263 домохозяйств в 36,5 % воспитывались дети до 18 лет, в 72,2 % проживали супружеские пары, в 2,3 % проживали незамужние женщины и в 21,3 % домохозяйств проживали несемейные люди. 19,4 % домохозяйств состояли из одного человека, при том 6,1 % из — одиноких пожилых людей старше 65 лет. Средний размер домохозяйства — 2,76, а семьи — 3,19 человека.
29,6 % населения — младше 18 лет, 3,2 % — в возрасте от 18 до 24 лет, 30,1 % — от 25 до 44, 25,2 % — от 45 до 64, и 12,0 % — старше 65 лет. Средний возраст — 38 лет. На каждые 100 женщин приходилось 113,2 мужчин. На каждые 100 женщин старше 18 приходилось 114,2 мужчин.
Средний годовой доход домохозяйства составлял 49 318 долларов, а средний годовой доход семьи — 55 104 доллара. Средний доход мужчин — 35 972 доллара, в то время как у женщин — 23 167. Доход на душу населения составил 21 226 долларов. За чертой бедности находились 2,4 % семей и 5,1 % всего населения тауншипа, из которых 2,3 % младше 18 и 11,6 % старше 65 лет.